# Кровоостанавливающие средства
Кровосвёртывающие средства (гемокоагулянты) — группа лекарственных препаратов, механизм действия которых направлен на ускорение свёртываемости крови. Данные препараты могут воздействовать на организм больного как местно, уменьшая кровоток в поражённом участке или ускоряя тромбообразование в нём, так и системно, повышая активность тромбообразования во всём кровеносном русле в целом.
Основанием для применения препаратов является развитие у больного патологических состояний, чреватых возможностью развития кровотечений. Ряд подобных лекарственных средств используется при врождённых патологиях свертывающей системы крови, например, при гемофилии.